# Get my way!
《Get my way!》(겟 마이 웨이!)란 가와다 마미의 4번째 싱글을 말한다.

## 개요
- 제네온 엔터테인먼트를 통해 2007년 8월 8일 통상판과 초회한정판 2종류가 발매되었다
- 초회한정판에는 본인이 출현한 뮤직 비디오를 수록한 DVD가 동봉되어 있다.

## 수록 곡
1. Get my way!
작사 : 가와다 마미/작곡 : 다카세 가즈야/편곡 : 다카세 가즈야, 오자키 다케시
  - 텔레비전 애니메이션 《하야테처럼!》 2쿨 엔딩 주제가
2. 青空と太陽
작사 : 가와다 마미/작곡 : 나카하라 도모유키/편곡 : 나카하타 도모유키, 오자키 다케시
3. Get my way! -Instrumental-
4. 青空と太陽 -Instrumental-